# Igreja e Convento das Flamengas
A Igreja e Convento das Flamengas, conjunto também conhecido como Convento de Nossa Senhora da Quietação, situa-se na freguesia portuguesa de Alcântara, no município de Lisboa, mais precisamente na Rua 1.º de Maio.
Foi erigido entre 1582 e 1586 e o arquitecto responsável foi Nicolau de Frias.
O convento foi fundado no reinado de Filipe II de Espanha, com o intuito de receber monjas provenientes da Flandres, que nessa altura eram alvo de perseguições dos protestantes.
Foi um convento feminino, das clarissas xabreganas capuchinhas.
A igreja e suas dependências pertencem à Diocese de Lisboa, sendo governada pela Real Irmandade de Nossa Senhora da Quietação desde 1890, e o restante conjunto conventual ao Estado.

## História
O Convento da Quietação ou das Flamengas foi fundado no último quartel do século XVI por iniciativa de Filipe I de Portugal (II de Espanha), para acolher um pequeno grupo de religiosas chegadas da Flandres (Países Baixos, sendo muitas delas da cidade de Alkmaar, do Convento de freiras Descalças de Santa Clara em Amberes), de onde haviam fugido devido às perseguições religiosas anti-católicas. Reclamando o estatuto de vassalas do monarca espanhol, partiram de Bilbau em direcção a Lisboa, em 5 de Fevereiro de 1582, acompanhadas por um padre inglês, seu confessor, aportando em São Martinho do Porto, no Convento dos Capuchos Arrábidos.
Em 1 de Março de 1582, acompanhadas pelo padre inglês, quatro religiosas chegaram ao Convento de São Francisco de Xabregas, donde foram encaminhadas, por designação do provincial, para o da Madre de Deus. Quando o monarca espanhol teve conhecimento da história pelo padre inglês, ordenou que se reunissem todas em comunidade na Madre de Deus. Elegeram a primeira abadessa, Soror Clara dos Anjos e, como franciscanas, foram integradas na Província dos Algarves.

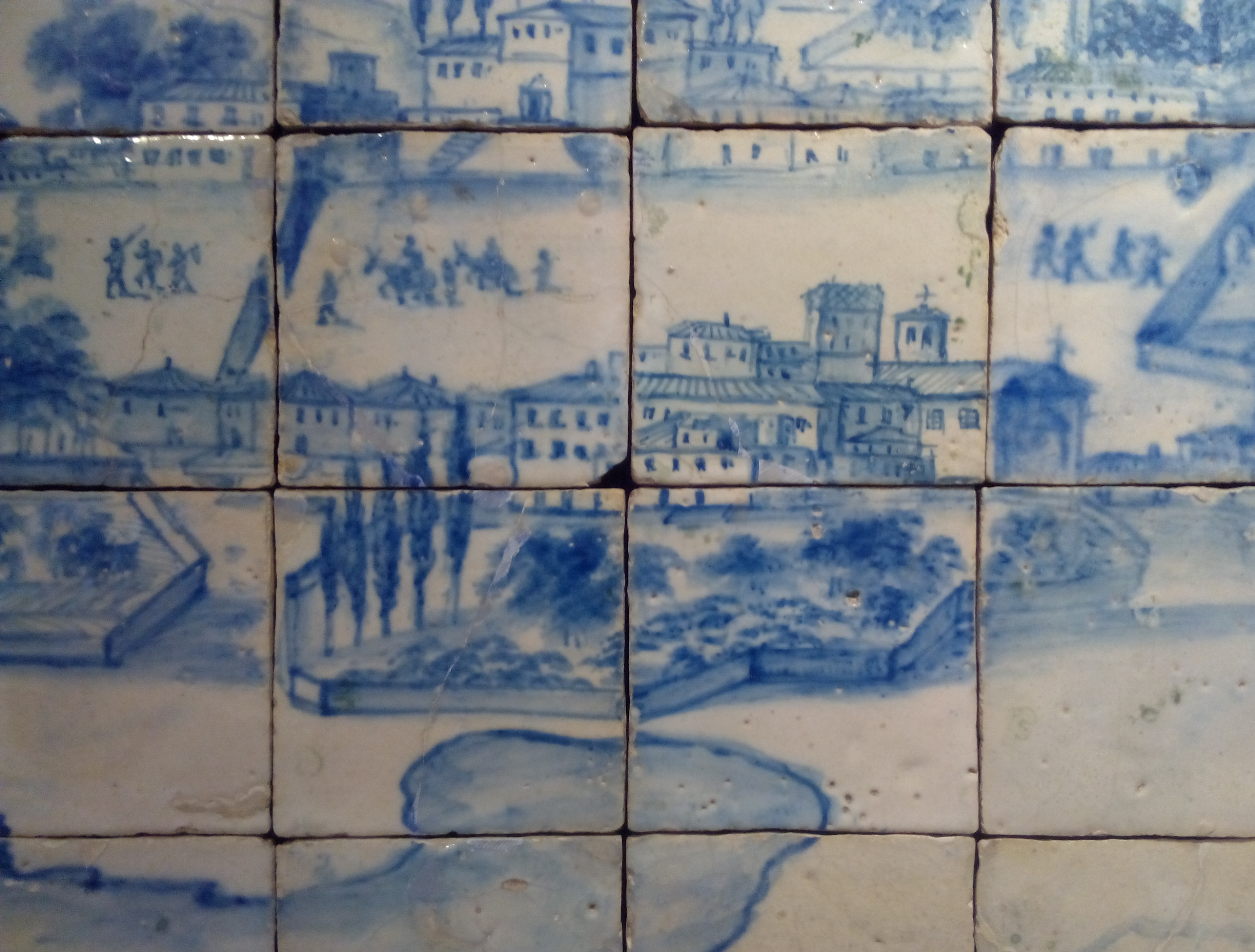
Representação do Convento de Nossa Senhora da Quietação / Paço Real de Alcântara, em Lisboa, num painel de azulejos do início do século XVIII com uma vista panorâmica da cidade. Actualmente no Museu Nacional do Azulejo, em Lisboa, Portugal.

Com o apoio da Infanta D. Beatriz e da Imperatriz, foi-lhes preparado o sítio de Nossa Senhora da Glória, a Valverde. Em 8 de Janeiro de 1583 receberam a primeira noviça nascida em Portugal. Em 29 de Outubro, o monarca promoveu a fundação de um convento franciscano feminino em Alcântara. Fazendo jus a um tempo de paz e quietude, escolheu-se Nossa Senhora da Quietação para orago e protectora do novo instituto.
Em 8 de Dezembro de 1586 as freiras entraram no novo edifício, em Alcântara, próximo da Quinta e da Tapada Real de Alcântara, próximo do local onde, em 25 de Agosto de 1580, se travara a Batalha de Alcântara, entre o general Duque de Alba e o Prior do Crato, que deu a vitória aos espanhóis.
Segundo informação de João Simões, na definição das linhas arquitectónicas do convento e da igreja das Flamengas terá sido preponderante a intervenção do Arquiduque Alberto, Cardeal e Vice-rei de Portugal, a quem se deve, provavelmente, o primeiro esboço, que seguiu as orientações da Observância capucha, da simplicidade e da austeridade, sobretudo no exterior. Tratando-se de uma obra régia, tomou também parte dela, o provedor das obras reais, Gonçalo Pires de Carvalho e, provavelmente, o arquitecto Nicolau de Frias.
A partir de 1586 o conjunto conventual foi alvo de várias campanhas: entre 1626 e 1630 foi restaurado, a partir dos alicerces, pelo arquitecto Teodósio de Frias (filho de Nicolau de Frias), nomeado arquitecto régio do Paço de Alcântara em 1601, que se fez sepultar na igreja; em 1786, a remodelação da igreja, com a supressão do coro baixo e o revestimento a azulejos.
Em Abril de 1618, a Mesa da Consciência indeferiu o pedido das religiosas flamengas para admitirem noviças portuguesas, justificando que para seu sustento têm apenas a esmolas reais e uma Igreja velha.
Em 1645, o rei de então, D. João IV, aumentou-lhes a ordinária (esmola em géneros), que passou a ser igual à do Mosteiro da Madre de Deus e de Sacavém: 24 moios de trigo, 44 alqueires de grão, 10 moios de cevada e 8 de milho.

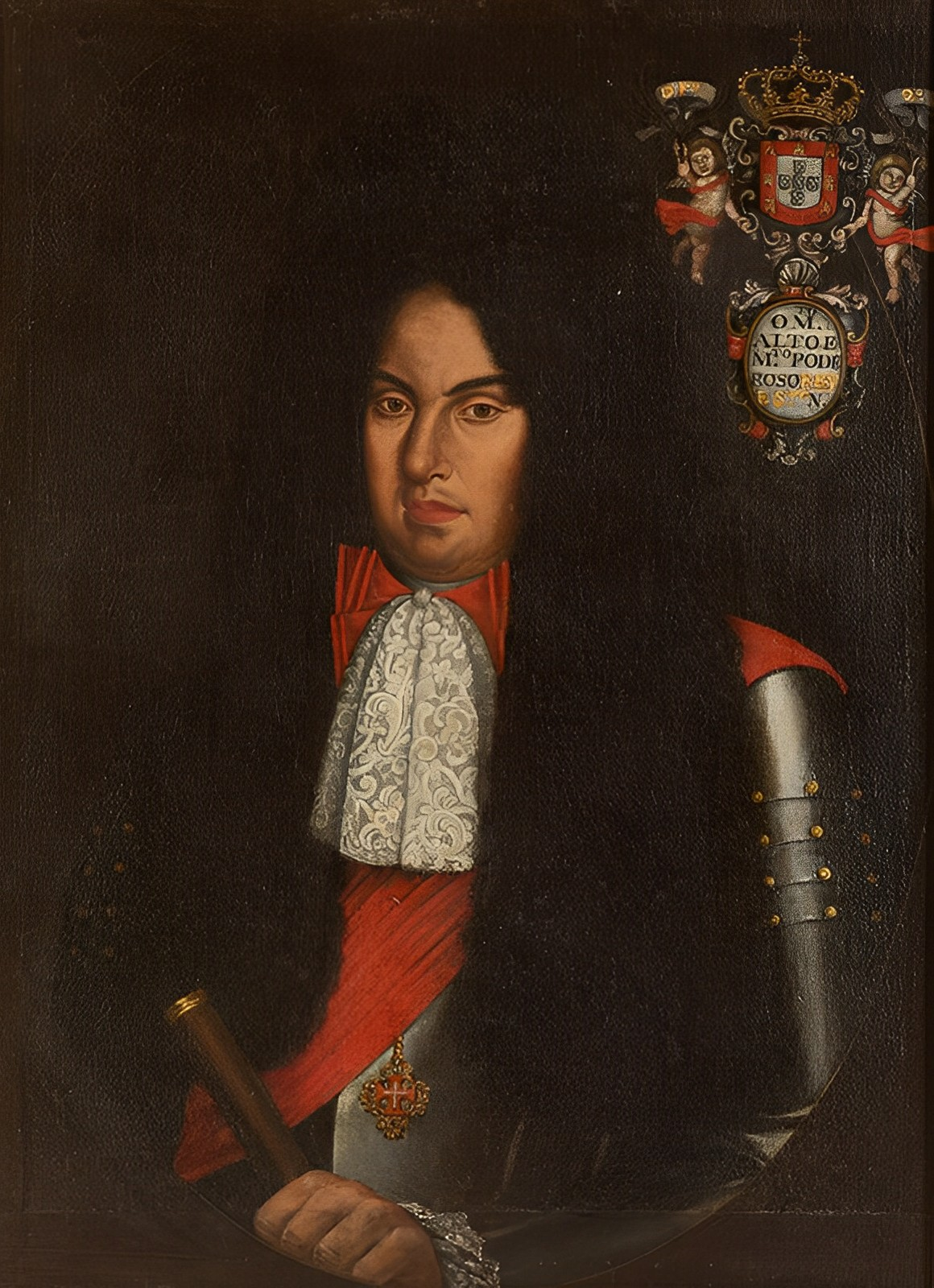
Retrato de D. Pedro II, autor desconhecido (séc. XVII).

Em Agosto de 1666, receberam as bênções nupciais, na capela do Convento das Flamengas, o rei D. Afonso VI e a futura rainha D. Maria Francisca Isabel de Sabóia. Na mesma Igreja das Flamengas casaram, em 1668, a mesma rainha com D. Pedro, irmão de D. Afonso VI.
Em Abril de 1670, as religiosas venderam, a Pedro da Silva Rodarte, cavaleiro da Ordem de Santiago, a Capela dita das Onze Mil Virgens.
Por breve do Papa, de 24 de Julho de 1686, instituiu-se na igreja a Irmandade de Nossa Senhora da Quietação, de que era juiz perpétuo D. Pedro II; em Janeiro de 1887 o cargo era desempenhado pelo Conde da Ribeira Grande.
No início de Setecentos habitavam o convento trinta e duas religiosas.
O Terramoto de 1755 não lhe provocou graves danos. Os poucos danos sofridos foram logo reparados.
Após a morte da última religiosa, em Janeiro de 1887, suprimiu-se o conjunto conventual e a Fazenda Nacional tomou posse dele em 14 do mesmo mês. 
Em 2 de Abril de 1889, a Direcção Geral dos Bens Nacionais concedeu a posse da igreja e dos respectivos bens à Real Irmandade de Nossa Senhora da Quietação, que assim o vinha pedindo desde 31 de Janeiro de 1887, com a condição de manter o culto, o que faz até à actualidade. Em 23 de Julho de 1890 foi promulgado o decreto entregando o templo à Irmandade. Em 18 de Maio de 1891 deu-se a entrega efectiva da igreja e das dependências ligadas ao culto à Irmandade da Quietação..
Em 1891, o comandante geral das Guardas Municipais solicitou o edifício e a cerca das Flamengas para o respectivo aquartelamento (91 praças e 76 cavalos), uma vez que o edifício onde estavam alojados, em Alcântara, era já insuficiente. Em Julho do mesmo ano, concedeu-se o convento e a cerca ao Instituto do Ultramar, organismo dependente do Ministério da Marinha e do Ultramar, criado por Decreto de 11 de Janeiro desse ano para dar apoio às famílias dos oficiais e praças das forças armadas e dos funcionários civis que ficassem desamparadas. Com o objectivo de alojar as famílias necessitadas procedeu-se à total remodelação do interior do edifício conventual, mantendo-se estruturalmente intacta apenas a Igreja e o claustro. 
Na década de 1930 habitavam no edifício conventual vinte e quatro famílias. Em 1947 demoliu-se a antiga Casa da Irmandade e a Casa dos Capelães para abrir a Rua Leão de Oliveira. Em 1961, devido ao estado de avançada ruína, fizeram-se obras de restauro, que implicaram, entre outros, a demolição das abóbadas em tijolo. Entre 1962 e 1966 decorreram os trabalhos de construção da ponte sobre o Tejo, tendo um dos pilares do tabuleiro assentado sobre a cerca das Flamengas.

## Características

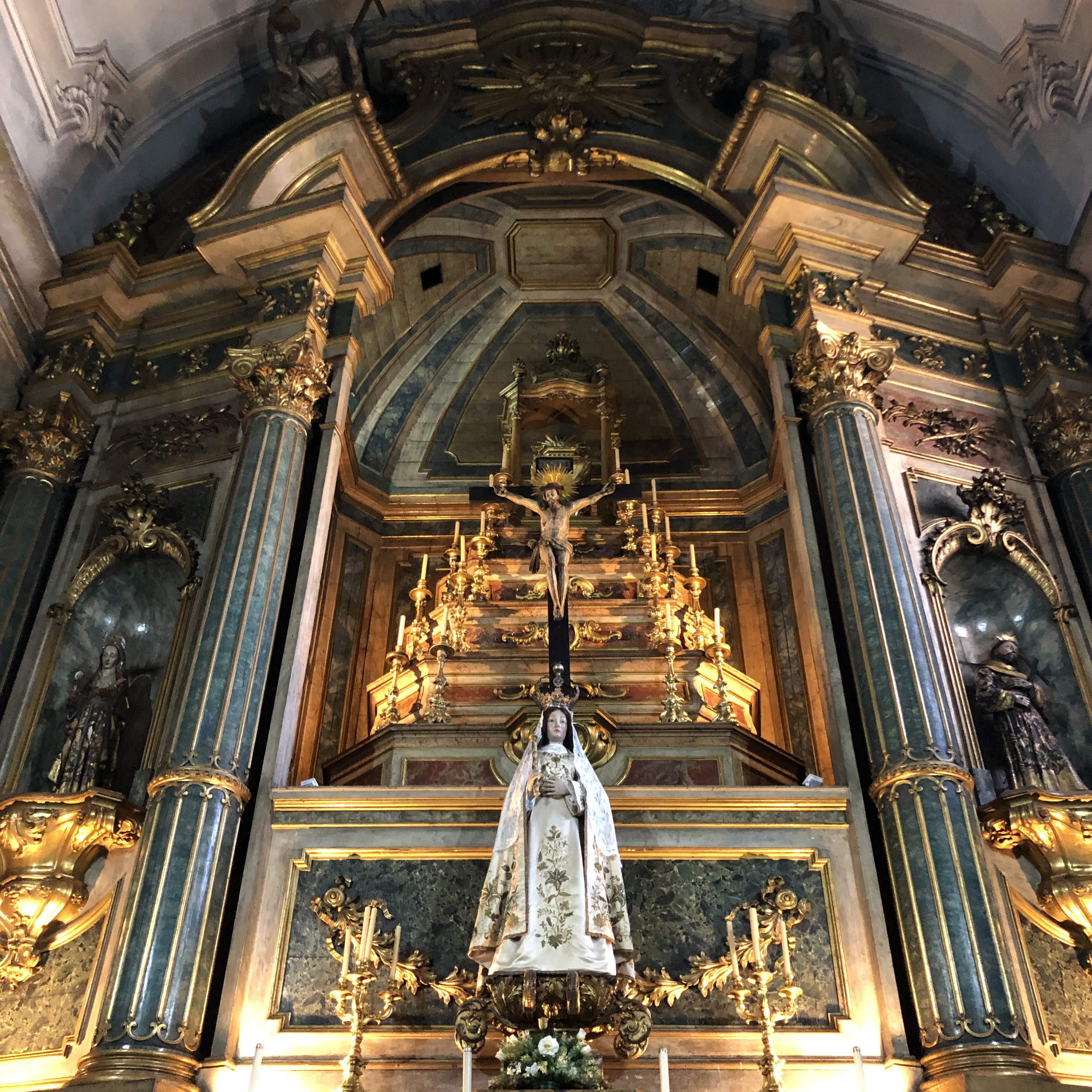
Altar-Mor da Igreja das Flamengas, com a imagem de Nossa Senhora da Quietação ao centro.

O conjunto é composto por igreja e convento, desenvolvido em torno de um claustro. 

### Igreja
A igreja apresenta planta retangular simples, com eixo longitudinal interno e acesso laterais, composta por nave e capela-mor, tendo coberturas em falsas abóbadas de berço, pintadas e ornadas a estuque, iluminada unilateralmente por janelas rasgadas na fachada principal. 
Para a nave abre o coro-alto, com tribuna acedida pela parede da nave, e possui duas capelas laterais confrontantes e um púlpito. A capela-mor, elevada, possui retábulo de talha dourada tardo-barroca, tendo adossada, à parede testeira, a sacristia de fora, com acesso para o terreiro. 
A igreja possui raros vestígios da sua construção seiscentista, de que se conservam alguns azulejos reaproveitados na escada de acesso à tribuna do coro-alto, ostentando património integrado datável da segunda metade do séc. XVIII, com talha tardo-barroca nos retábulos e apainelados da capela-mor, com uma gramática decorativa próxima de Queluz, estuques decorativos e azulejos que contam a história da fuga e chegada das religiosas a Portugal. Subsistem várias sepulturas na igreja, quinhentistas e seiscentistas.
A sacristia aprsenta pavimento formando elementos geométricos de várias cores, teto com apainelados de brutesco, oratório de pedraria e arcazes de madeira com marchetados. O ante-coro também conserva a decoração tardo-seiscentista, com azulejos num primeiro registo e painéis pintados, envolvidos por molduras de talha no segundo.
A igreja e as suas dependências abrigam uma das maiores colecções de pintura de Bento Coelho da Silveira.

### Convento
O convento, antiga zona regral, desenvolve-se em torno do claustro principal, de dois pisos, com vãos retilíneos e tanque central. No claustro de baixo, surgem a portaria, roda, locutório, todos com acesso por um pátio, onde se situa a casa da veleira e que acede à casa do capelão, surgindo, ainda, um celeiro, a sacristia de dentro, a Casa do Capítulo, refeitório, cozinha e casa da abadessa. No piso superior, o ante-coro, coro-alto, com sacrário e acesso por tribuna, possuindo comungatório, os dormitórios, a enfermaria e o confessionário. 

## Padroeira

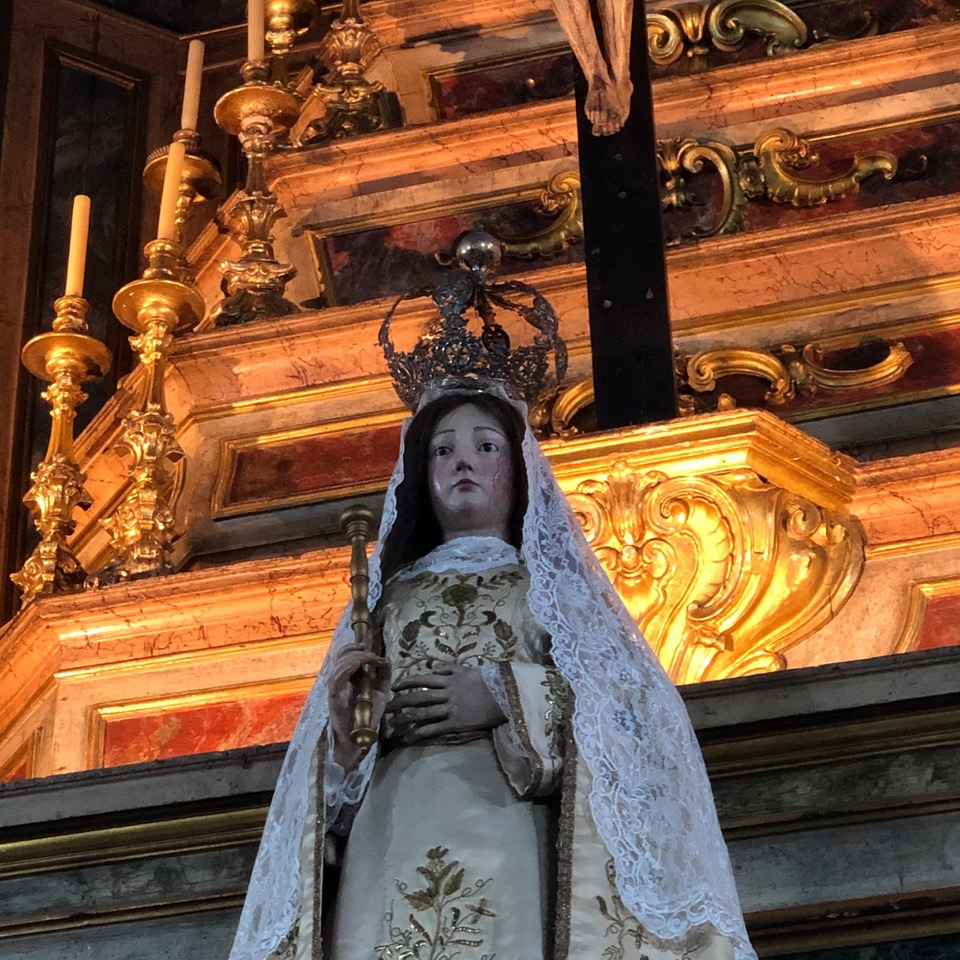
Imagem de Nossa Senhora da Quietação.

A padroeira do antigo convento é Nossa Senhora, sob a invocação da Quietação.
A invocação remonta à fundação do convento. Fazendo jus a um tempo de paz e quietude, e à segurança que as monjas flamengas encontraram em Portugal, escolheu-se Nossa Senhora da Quietação para orago e protectora do novo instituto, que então se erigia em Alcântara. Segundo Fr. Agostinho de Santa Maria, no seu Santuário Mariano, "Maria Santissima he o descanço, & o leyto regalado de Deos, como diz Guilhelmo Parvo: "Quies et lectulus Dei": em sua gloriosa Assumpçaõ teve para si o seu descanço, & a sua quietaçaõ; mas para nòs deu-nos o sossego, & a quietaçaõ entre os borrascosos mares deste mundo, & entre as molestas perturbações desta vida; por isso a invoca Mathias Philadelpho Bispo de Epheso: "Quies tranquilla navigantium in saeculi pelago". Verdadeiramente esta Senhora alcançou de Seu amado Filho a queitaçaõ & o descanço às afflictas, & desterradas Madres Flamengas, com as trazer a Portugal, aonde ella mesma lhes solicitou a casa, & e o sossego; porque naõ achando este em toda a Europa, só em Lisboa o conseguiraõ pelos merecimentos de nossa Senhora". 
A imagem de Nossa Senhora da Quietação está datada de aproximadamente 1590, de acordo com o que informa o mesmo Fr. Agostinho de Santa Maria, tendo sido adquirida no momento em que as religiosas flamengas se transferiram do convento que o rei Filipe I lhes entregara na Calçada da Glória, em Lisboa. Durante a estadia das religiosas nesse convento, Soror Ana da Glória e a restante comunidade solicitaram à família da primeira que lhes enviasse uma nova imagem que deveriam levar para o novo Convento de Alcântara (hoje Igreja de Nossa Senhora da Quietação), e que foi, e ainda hoje é, a padroeira da antiga igreja conventual. 
A imagem de roca mereceu, em 1707, os elogios de Fr. Agostinho, que sobre ela escreveu: "He em tudo perfeitissima, & havendo cento & dezasete anos, que foy feita, está a encarnaçaõ taõ bella, & taõ fermosa, que se fosse obrada de poucos dias". O enxoval da imagem foi parcialmente oferecido pelas rainhas de Portugal, de acordo com os registos da Irmandade.

## Irmandade de Nossa Senhora da Quietação

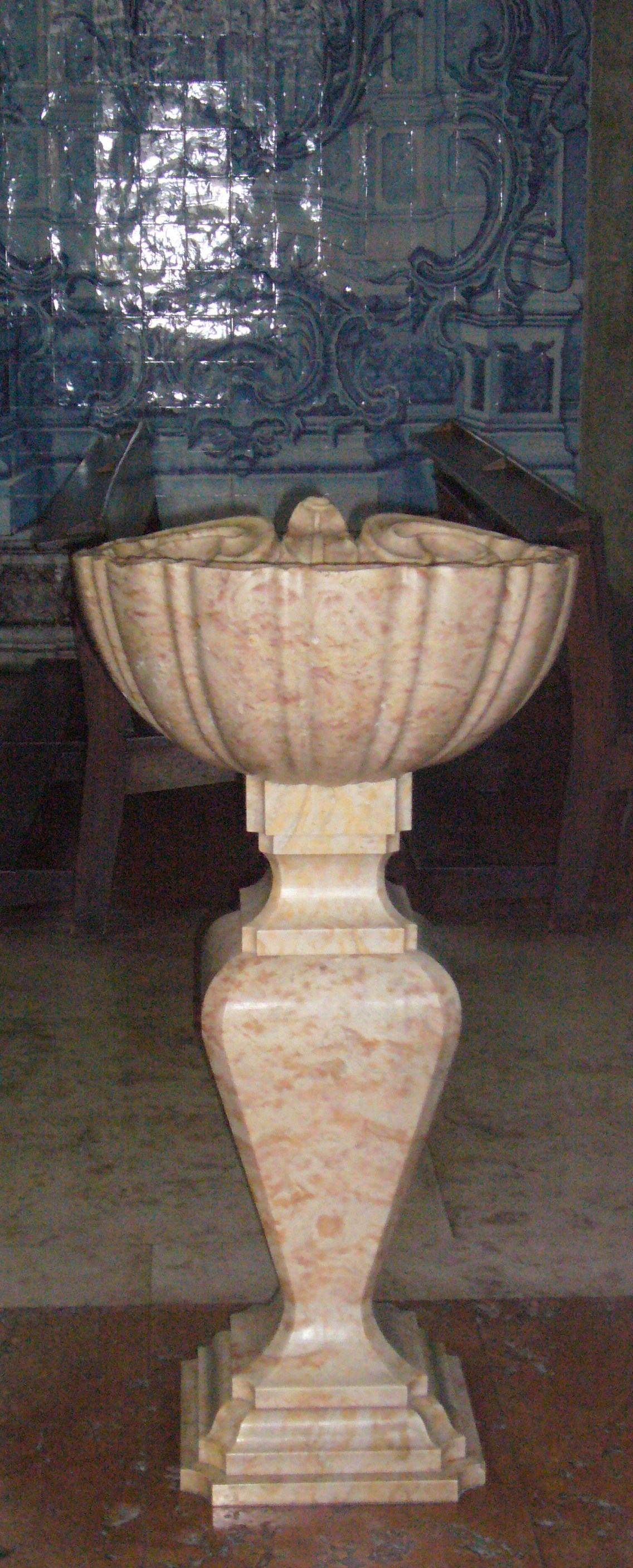
Pia da água benta, Igreja das Flamengas.

A irmandade foi constituida em 24 de Julho de 1626, por breve do Papa Urbano VIII. Em 1694, o rei D. Pedro II tornou-se juiz perpétuo da Irmandade, facto que lhe conferiu a condição de Real Irmandade. Em 1706, ano da morte do monarca, foi depositado na igreja o coração do mesmo, em local assinalado por lápide. 
Em 31 de Janeiro de 1887, na sequência do processo de integração dos bens das ordens religiosas na Fazenda Nacional, a Irmandade de Nossa Senhora da Quietação requereu que lhe fosse atribuída a posse da igreja, da casa do despacho, da sacristia e dos respectivos bens móveis, que integravam o extinto convento.
Em 29 de Outubro de 1887, a Irmandade da Quietação solicitou que as suas alfaias não fossem incluídas no Inventário do Ministério da Fazenda, sendo-lhes pedida a prova da posse das mesmas. Em 9 de Dezembro desse mesmo ano, com a morte da última freira do convento, as pupilas remanescentes são expulsas do edifício. As alfaias e objetos de culto são entregues à autoridades eclesiásticas, seguindo algumas para a Academia Nacional de Belas Artes e para o Museu Nacional de Arte Antiga. Os livros são entregues à Inspecção das Bibliotecas. 
Em 25 de Abril 1889, a Real Irmandade da Nossa Senhora da Quietação conseguiu que lhe fossem concedidas a igreja, a sacristia, a casa do despacho e as casas da residência do capelão. Em 16 de Setembro seguinte foram-lhe entregues os seguintes objetos: uma Nossa Senhora da Quietação, de roca, um São Francisco de madeira, uma Santa Clara de madeira com a respetiva peanha; um Santo António de madeira, um São Domingos de madeira, um São José de roca, uma pequena Nossa Senhora de madeira, um São Sebastião de madeira, uma Santa Catarina de madeira, um São Bento de madeira, um Santo Cristo com cruz de pau-santo e remate metálico, uma Nossa Senhora das Dores de roca, inserida numa maquineta, dois Santos Cristos de madeira, um Senhor dos Passos de barro, um crucifixo sem peanha e a figura de Verónica; recebeu, ainda, um sacrário de talha dourada, uma maquineta do mesmo material, uma colunata com o Coração de Jesus, uma maquineta para o Santíssimo, uma maquineta de madeira, peanhas, andores, um banco pequeno com embutidos de pau-santo e duas credencias. 
Finalmente, em 23 de Julho de 1890 foi promulgado o decreto entregando o templo à Irmandade. Em 18 de Maio de 1891 deu-se a entrega efectiva da igreja e das dependências ligadas ao culto à Irmandade da Quietação.

## Actualidade
Em 17 de Setembro de 2020, o Pontifício Conselho para a Cultura, presidido pelo Cardeal Gianfranco Ravasi, concedeu o seu alto patrocínio para o programa de conservação e restauro dos bens culturais que integram o conjunto do antigo convento, em consideração ao elevado valor cultural do projecto. Na mesma ocasião, o Prof. Doutor Raymond Fagel, da Universidade de Leiden, destacou que a Real Irmandade de Nossa Senhora da Quietação "connects the heritage of several European countries that were involved such as Portugal, Spain and the Netherlands".